# Orson Welles' Sketch Book

Orson Welles' Sketch Book est une série de six épisodes d'une durée de 15 minutes tournés pour la BBC TV en 1955. Ils mettent en scène Orson Welles, assis face à la caméra, racontant des souvenirs et des anecdotes en s'appuyant sur des croquis qu'il dessine et commente. Les épisodes ont été diffusées entre le 24 avril 1955 et le 3 juillet 1955 sur la BBC.
Ces films sont l'occasion pour Orson Welles de faire un travail d'éditorialiste, de journaliste comme il le faisait régulièrement pour le journal The New York Post.

## Épisodes
1. The Early Days, diffusé le 24 avril 1955
2. Critics, diffusé le 8 mai 1955
3. The Police, diffusé le 22 mai 1955
4. People I Miss, diffusé le 5 juin 1955
5. The War of the Worlds, diffusé le 19 juin 1955
6. Bullfighting, diffusé le 3 juillet 1955